# ويليام ألبرت أتكينسون
ويليام ألبرت أتكينسون هو سياسي كندي، ولد في 18 مايو 1876 في أورو-ميدونت في كندا، وتوفي في 29 أبريل 1948. حزبياً، نشط في الرابطة التقدمية المحافظة في ألبرتا ‏. وقد انتخب عضو الجمعية التشريعية ألبرتا.